# Silja Dögg Gunnarsdóttir

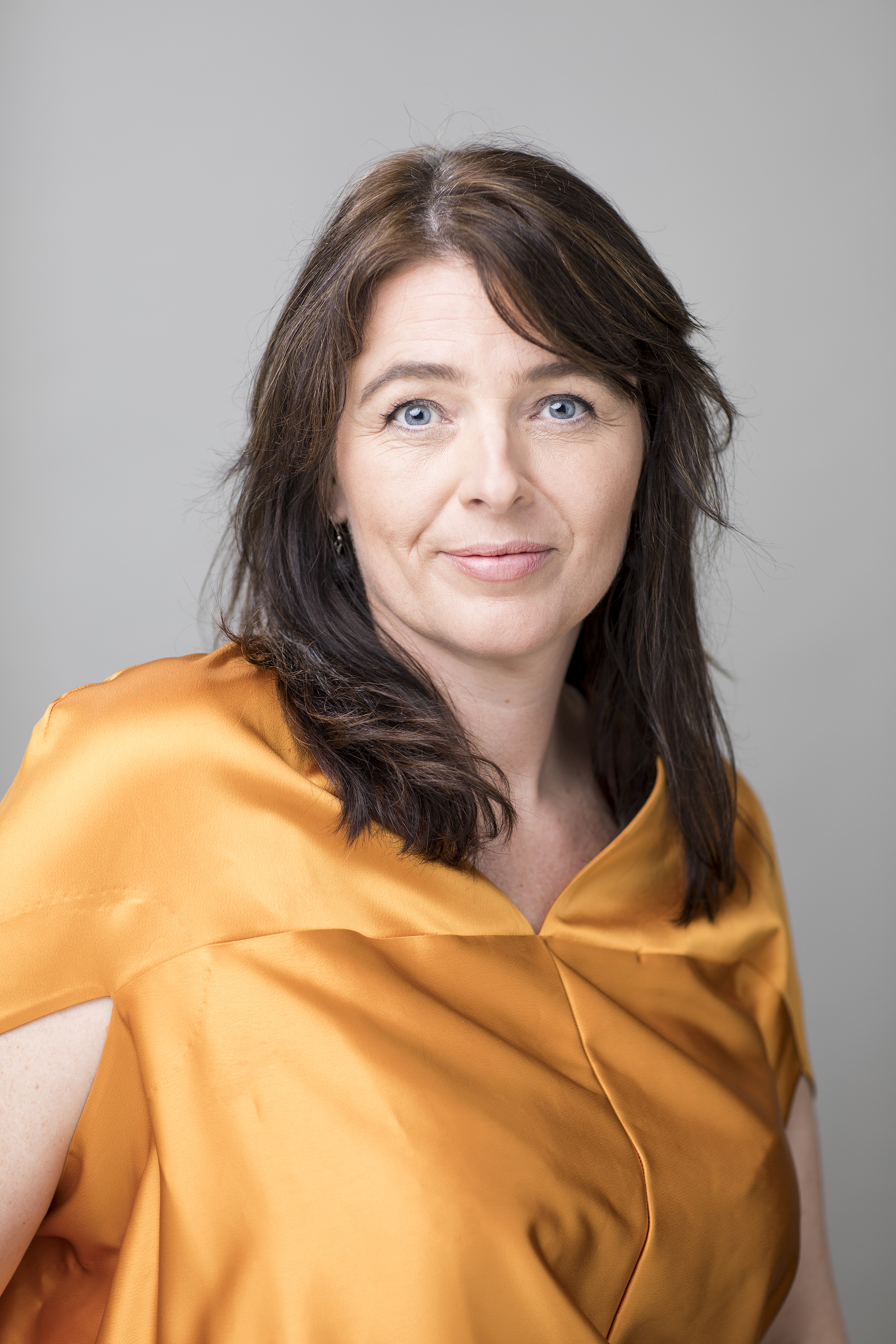
Silja Dögg Gunnarsdóttir, 2017

Silja Dögg Gunnarsdóttir (* 16. Dezember 1973 in Reykjavík) ist eine isländische Politikerin (Fortschrittspartei). Von 2013 bis 2021 gehörte sie dem isländischen Parlament Althing an.

## Leben
Silja Dögg Gunnarsdóttir hat einen Bachelor in Geschichtswissenschaft von der Universität Island (2001). Sie arbeitete als Polizistin und Journalistin. Von 2008 bis 2013 war sie als Direktionsassistentin des isländischen Energieversorgers HS Orka tätig, wo sie auch die Schriftgutverwaltung leitete.
Seit der isländischen Parlamentswahl vom 27. April 2013 war Silja Dögg Gunnarsdóttir Abgeordnete des isländischen Parlaments Althing für den Südlichen Wahlkreis. Von 2013 bis 2015 stand sie in der Vizepräsidentschaft des Parlaments an zweiter Stelle (2. varaforseti). Bei der vorgezogenen Parlamentswahl vom 29. Oktober 2016 wurde sie wiedergewählt. Nachdem sie bei der ebenfalls vorgezogenen Wahl 2017 auf dem zweiten Listenplatz ihrer Partei im Südlichen Wahlkreis erneut wiedergewählt worden war, weigerte sie sich, für die Parlamentswahl vom 25. September 2021 den dritten Platz auf der Liste zu akzeptieren, und kandidierte nur symbolisch auf einem „Ehrenplatz“, dem letzten Platz der Liste für den Südlichen Wahlkreis.